# Bistum Hsinchu
Das Bistum Hsinchu (lateinisch Dioecesis Hsinchuensis) ist ein in der Republik China (Taiwan) gelegenes Bistum der römisch-katholischen Kirche mit Sitz in Hsinchu. Es umfasst den nordwestlichen Teil von Taiwan mit den Städten Hsinchu und Taoyuan sowie den Landkreisen Hsinchu und Miaoli.

## Geschichte
Papst Johannes XXIII. gründete es mit der Apostolischen Konstitution In Taipehensi  am 21. März 1961  aus Gebietsabtretungen des Erzbistums Taipeh und wurde ihm auch als Suffragandiözese unterstellt.

## Bischöfe von Hsinchu
- Petrus Pao-Zin Tou (21. März 1961–29. Juni 1983)
- Lucas Liu Hsien-tang (29. Juni 1983–4. Dezember 2004)
- James Liu Tan-kuei (4. Dezember 2004–30. Mai 2005)
- John Baptist Lee Keh-mien (seit 6. April 2006)

## Weblinks

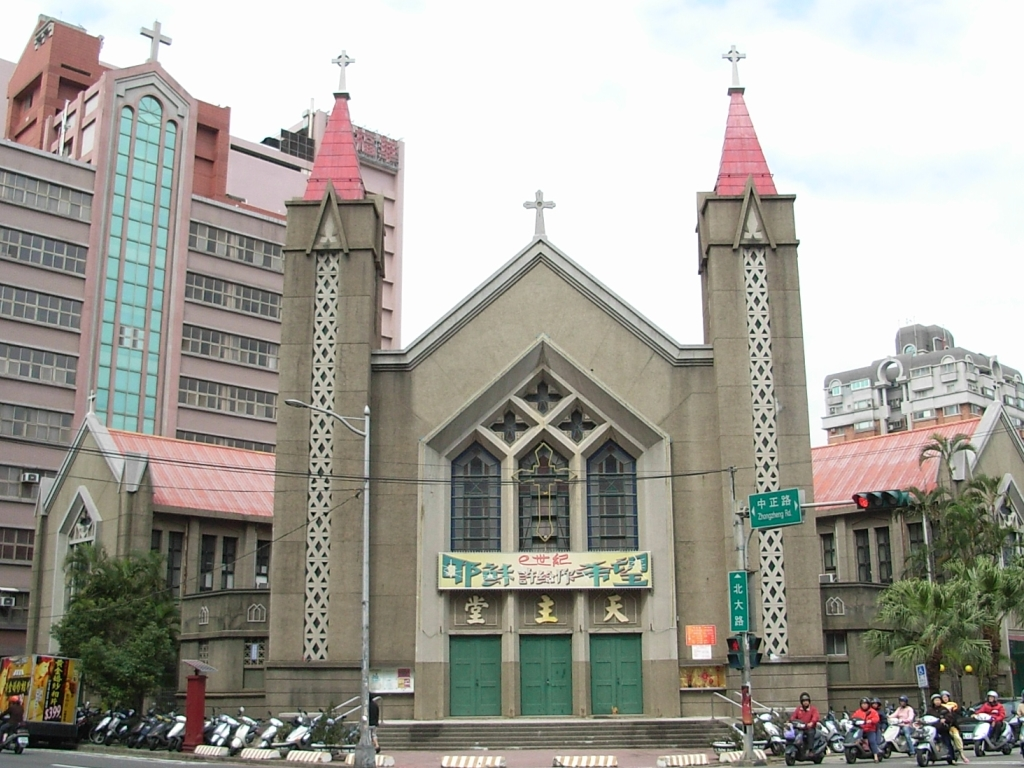
Kathedrale Reines Herz Mariä in Hsinchu